# Pixel 4
O Pixel 4 e o Pixel 4 XL são um par de smartphones Android projetados, desenvolvidos e comercializados pelo Google como parte da linha de produtos Google Pixel. Eles servem coletivamente como sucessores do Pixel 3 e do Pixel 3 XL. Eles foram anunciados oficialmente em 15 de outubro de 2019 no evento Made by Google e lançados nos Estados Unidos em 24 de outubro de 2019. Em 30 de setembro de 2020, eles foram sucedidos pelo Pixel 5.

## História
O Google confirmou o design do dispositivo em junho de 2019, depois que as renderizações dele vazaram online. Nos Estados Unidos, o Pixel 4 é o primeiro telefone Pixel a ser colocado à venda por todas as principais operadoras sem fio no lançamento. Os modelos Pixel emblemáticos anteriores foram lançados como exclusivos da Verizon e do Google Fi; o Pixel 3a de médio porte também estava disponível na Sprint e T-Mobile, mas não na AT&T, em seu lançamento. Como em todos os outros lançamentos do Pixel, o Google oferece versões desbloqueadas dos Estados Unidos por meio de seu site.
Os telefones foram anunciados oficialmente em 15 de outubro de 2019 e lançados nos Estados Unidos em 24 de outubro de 2019. Em 10 de janeiro de 2020, o preço do Pixel 4 caiu abaixo dos preços da Black Friday. Eles foram descontinuados em agosto de 2020.